# 霍华德·D·克罗号护航驱逐舰
霍华德·D·克罗号护航驱逐舰（英語：USS Howard D. Crow，舷号：DE-252），是美国海军于第二次世界大战期间建造的一艘埃德索尔级护航驱逐舰，其舰名取自在珍珠港事件中阵亡的霍华德·丹尼尔·克罗少尉。
该舰由少尉的未婚妻维奥拉·伊莱恩·沃纳（Viola Elaine Warner）小姐冠名，于1943年2月6日在德克萨斯州休斯敦布朗造船公司铺设龙骨，随后于4月26日下水。9月27日，霍华德·D·克罗号正式服役，交由唐纳德·托马斯·亚当斯（Donald Thomas Adams）少校指挥。

## 设计与装备
埃德索尔级护航驱逐舰的设计与巴克利级护航驱逐舰类似，均采用长船体并建有较高的舰桥。该级护航驱逐舰配备3英寸（76毫米）50倍径单装主炮，后续曾计划更换为5英寸（127毫米）38倍径主炮，但最终没有实际执行。该级护航驱逐舰由4台费尔班克斯-莫尔斯38D8-1/8-10内燃机提供动力，总功率最高可达6000匹马力，最高航速21节。其燃料舱可携带312吨重油，在12节航速下航程可达11000海里。此外，该级舰船还配备有较完善的侦查搜索系统，包括SL或SU水面雷达、SA对空雷达、QC声呐系统以及用于监听潜艇无线电的HF/DF天线。

## 服役历史
1943年10月至11月，霍华德·D·克罗号前往百慕大进行试航调整，随后于12月1日返回弗吉尼亚州诺福克加入护航舰队。12月15日，舰队离港跨越大西洋前往卡萨布兰卡，安全抵达目的地后，霍华德·D·克罗号启程返航，最终于1944年1月24日抵达纽约。此后直至德国投降，该舰共护送10批船团前往欧洲。
大西洋护航任务结束后，霍华德·D·克罗号前往加勒比地区接受全面训练以应对即将到来的太平洋战区任务。1945年7月2日，她离开关塔那摩湾，经巴拿马运河进入太平洋，最终于7月25日抵达珍珠港。之后，她被派往西太平洋执行气象通报任务，协助各支舰队开展行动。12月13日，霍华德·D·克罗号驶离中途岛踏上归乡旅途，她先后驻留巴拿马运河和纽约，最终于1946年3月15日驶抵格林科夫斯普林斯封存。5月22日，该舰正式退役并转入美国海军预备舰队。
朝鲜战争爆发后，美军对远洋舰船的需求激增，1951年7月6日，霍华德·D·克罗号重归现役。完成试航调整后，该舰作为训练舰被调至佛罗里达州基韦斯特，协助当地训练机构开发新的反潜装备和战术。1952年，霍华德·D·克罗号前往罗德岛州纽波特参加舰队反潜演习。此后的6年内，除定期大修外，她大部分时间都在执行反潜训练和演习任务。1957年，霍华德·D·克罗号参加了北约大规模军演，1958年，她又作为通信船前往波多黎各外海参加PGM-19朱庇特弹道导弹的鼻锥回收试验。
1958年9月，霍华德·D·克罗号被调至德克萨斯州加尔维斯顿训练预备役船员并协助他们开展航行训练。第三次柏林危机爆发后，霍华德·D·克罗号于1961年8月重归战备状态，她前往关塔那摩湾接受了培训，随后跟随舰队在大西洋和加勒比地区执行任务。
1962年8月1日，霍华德·D·克罗号转入预备役，1963年至1967年，她一直驻留加尔维斯顿训练预备役船员。1968年9月23日，该舰自美国海军除籍，随后于1970年10月被出售拆解。

## 荣誉
霍华德·D·克罗号服役期间所获荣誉如下：
|  |  |

|  |  | Bronze star |

| 美国战役奖章 | 亚太战役奖章 |

| 欧洲-非洲-中东战役奖章 | 第二次世界大战胜利奖章 | 国防部服役奖章 （1枚战斗之星） |

## 历任舰长
| 姓名       | 译名                         | 军衔             | 所属军种       | 任职时间                     |
| ---------- | ---------------------------- | ---------------- | -------------- | ---------------------------- |
|            | 唐纳德·托马斯·亚当斯         | 少校             | 美国海岸警卫队 | 1943年9月27日                |
|            | 小理查德·E·巴克斯            | 少校             | 美国海岸警卫队 | 1944年2月4日                 |
|            | 约翰·M·尼克松                | 上尉             | 美国海岸警卫队 | 1945年2月1日                 |
|            | 弗雷德里克·T·卡内            | 上尉             | 美国海岸警卫队 | 1945年10月2日                |
|            | B·H·凯尔默                   | 少校             | 美国海岸警卫队 | 1946年3月27日-1946年5月22日  |
|            | 小路易斯·埃德温·戴维斯       | 少校             | 美国海军       | 1951年7月6日                 |
| 资料缺失   | 资料缺失                     | 资料缺失         | 资料缺失       | 1953年9月                    |
|            | 塞缪尔·劳埃德·柯林斯         | 少校             | 美国海军       | 1955年                       |
|            | 小查尔斯·斯图尔特·伊利       | 少校             | 美国海军       | 1957年2月15日                |
|            | 哈里·里克特·米勒             | 少校             | 美国海军       | 1958年2月19日                |
|            | 威廉·凯·魏德曼               | 少校             | 美国海军       | 1960年3月31日                |
|            | 小拉尔夫·蔡尔兹              | 少校             | 美国海军预备役 | 1961年10月25日               |
|            | 瓦尔特·普尔·谢泼德           | 少校             | 美国海军预备役 | 1962年8月1日                 |
|            | 小查尔斯·亨利·萨索内         | 少校             | 美国海军       | 1964年9月8日                 |
|            | 默顿·阿卡迪乌斯·皮尔森       | 上尉（升任少校） | 美国海军       | 1965年7月3日                 |
|            | 理查德·马里恩·加布里埃尔斯基 | 上尉             | 美国海军       | 1967年11月21日-1968年9月23日 |
| 参考文献： |                              |                  |                |                              |